# Smírčí kámen (Běleč nad Orlicí)
Smírčí kámen s vytesaným křížem se nalézá po pravé straně tzv. Bělečské lesní cesty vedoucí z Bělče do Malšovy Lhoty v okrese Hradec Králové. Kolem kamene prochází červená turistická značka vedoucí z Malšovy Lhoty do Bělče. Smírčí kámen je chráněn jako kulturní památka ČR. Národní památkový ústav tento smírčí kámen uvádí v katalogu památek pod rejstříkovým číslem ÚSKP 39129/6-588.

## Popis
Smírčí kámen představuje torzo kamene z jemnozrnného pískovce s vytesaným reliéfem kříže, (na staré evidenční kartě této památky se uvádělo, že přes ramena kříže jsou položeny dvě sekyrky) a s reliéfním gotickým nápisem po obvodu.
Podle místní pověsti šli dva tovaryši koupit tele do Bělče a když se vraceli, začali se o ně hádat a přitom se vzájemně zabili. Smírčí kámen prý byl vztyčen na paměť tohoto činu.